# Jardí penjant
Un jardí penjant és un jardí de lleure condicionat en  terrasses. L'expressió fa referència als jardins penjants de Babilònia, considerats a l'Antiguitat com una de les set meravelles del món. Babilònia es trobaria avui al centre de l'Iraq. Actualment, es dedica més aviat a jardins condicionats a balcons, terrasses o terrats d'immobles urbans.

## Tècnica hortícola d'avui
Per extensió es pot considerar que un seguit de pots i de torretes de diverses dimensions posades en alçades diferents a un jardí constitueixen un jardí penjant en comportar un treball en verticalitat.
Aquest treball de la verticalitat en la creació d'un jardí permet entre altres coses una accessibilitat millor als vegetals per exemple a una residència d'avis, per a les persones en cadira de rodes. Es poden aleshores proposar un seguit de plantes que cal que escollir amb cura i instal·lar les espècies vegetals que arrelen bé en contenidors i altres pots recipients. No s'oblidaran les plantes enfiladisses que responen bé a aquests criteris, ja que el seu desenvolupament utilitza naturalment la verticalitat i deixa una part de la seva vegetació penjant en suports. El conreu en terrasses privades d'un sòl nodridor o en torretes és limitat, ja que suposa que les plantes tindran escassos mitjans per a desenvolupar-se. Aleshores cal aportar prou aigua i els elements nutricionals que les plantes demanen.